# Уеб (окръг, Тексас)
Окръг Уеб (на английски: Webb County) е окръг в щата Тексас, Съединени американски щати. Площта му е 8744 km², а населението - 231 470 души. Административен център е град Ларедо.